# García Fernández de Villagarcía
 (juillet 2023).
La mise en forme du texte ne suit pas les recommandations de Wikipédia : il faut le « wikifier ».
Les points d'amélioration suivants sont les cas les plus fréquents. Le détail des points à revoir est peut-être précisé sur la page de discussion.
- Les titres sont pré-formatés par le logiciel. Ils ne sont ni en capitales, ni en gras.
- Le texte ne doit pas être écrit en capitales (les noms de famille non plus), ni en gras, ni en italique, ni en « petit »…
- Le gras n'est utilisé que pour surligner le titre de l'article dans l'introduction, une seule fois.
- L'italique est rarement utilisé : mots en langue étrangère, titres d'œuvres, noms de bateaux, etc.
- Les citations ne sont pas en italique mais en corps de texte normal. Elles sont entourées par des guillemets français : « et ».
- Les listes à puces sont à éviter, des paragraphes rédigés étant largement préférés. Les tableaux sont à réserver à la présentation de données structurées (résultats, etc.).
- Les appels de note de bas de page (petits chiffres en exposant, introduits par l'outil «  Source ») sont à placer entre la fin de phrase et le point final[comme ça].
- Les liens internes (vers d'autres articles de Wikipédia) sont à choisir avec parcimonie. Créez des liens vers des articles approfondissant le sujet. Les termes génériques sans rapport avec le sujet sont à éviter, ainsi que les répétitions de liens vers un même terme.
- Les liens externes sont à placer uniquement dans une section « Liens externes », à la fin de l'article. Ces liens sont à choisir avec parcimonie suivant les règles définies. Si un lien sert de source à l'article, son insertion dans le texte est à faire par les notes de bas de page.
- La présentation des références doit suivre les conventions bibliographiques. Il est recommandé d'utiliser les modèles {{Ouvrage}}, {{Chapitre}}, {{Article}}, {{Lien web}} et/ou {{Bibliographie}}. Le mode d'édition visuel peut mettre en forme automatiquement les références.
- Insérer une infobox (cadre d'informations à droite) n'est pas obligatoire pour parachever la mise en page.

Pour une aide détaillée, merci de consulter Aide:Wikification.
Si vous pensez que ces points ont été résolus, vous pouvez retirer ce bandeau et améliorer la mise en forme d'un autre article.
García Fernández de Villagarcía (mort en 1387), également connu sous le nom de García Fernández Mejía, était un noble castillan.
Il fut le 36e maître de l'ordre de Santiago entre 1385 et 1387, sous le règne de Juan Ier de Castille, et le premier seigneur de Villagarcía.

## Origines familiales
L'identité de ses parents et ses origines familiales sont inconnues. Cependant, il est prouvé que dans son testament, rédigé le 29 septembre 1387, il mentionne qu'il est le neveu de Fernando Osórez, qui fut maître de l'ordre de Santiago entre 1370 et 1382, ou entre 1371 et 1383, selon d'autres auteurs, et qu'il est le cousin de Lorenzo I Suárez de Figueroa, qui fut son successeur en tant que maître de l'ordre de Santiago.

## Biographie
Sa date de naissance est inconnue. Son vrai nom, comme l'a indiqué Manuel López Fernández, était "García Fernández Mexías", bien qu'il ait toujours été plus connu sous le nom de García Fernández de Villagarcía, en raison de la seigneurie d'Estrémadure de Villagarcía, dont il était le seigneur.

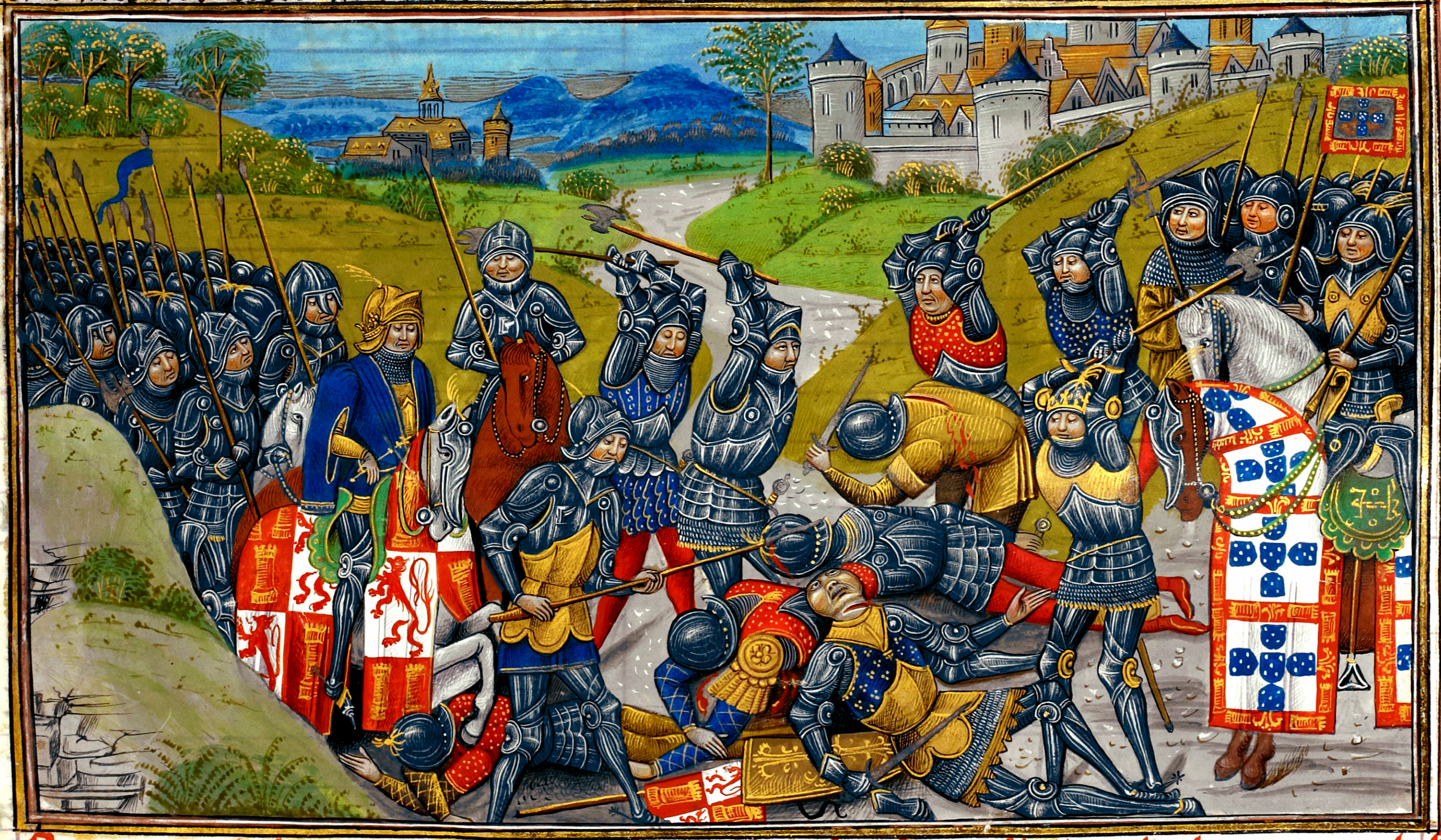
Miniature médiévale représentant la bataille d'Aljubarrota, livrée en 1385.

Lors du chapitre général que l'Ordre de Santiago a tenu à Fuente del Maestre en 1380, le roi Juan Ier de Castille a acheté à l'Ordre toutes les possessions qui lui appartenaient à Villagarcía et les a cédées, sous la forme d'un manoir, à García Fernández pour les "hauts services" qu'il avait rendus au monarque, tout en l'autorisant à fonder un majorat, même si, quelques décennies plus tard, celui-ci est passé par mariage aux ducs d'Arcos.
En 1385, en tant que commandeur-major de Castille dans l'Ordre de Santiago, il est élu maître de l'ordre, et il convient de noter qu'à cette époque, comme l'indique le Bulario de l'ordre, d'autres membres de la famille Mejía occupaient de hautes fonctions dans l'ordre, puisqu'entre 1381 et 1386, sous la maîtrise de Fernando Osórez, Fernán Mexías de Jaén, qui deviendra plus tard commandeur-major de León, était le chancelier-major dudit maître. Pendant cette période, García Suárez Mexías était également commandant de Montemolín et un autre Mexías, appelé Sancho Fernández, était commandant de Guadalcanal. En ce qui concerne l'origine de la famille Mejías, l'historien López Fernández signale ce qui suit :

« Nous ne connaissons pas les détails précis de l'origine des Mexías - d'où dérivent les actuels noms de famille Megías, Mejías ou Mesías - si ce n'est que la plupart des généalogistes sont enclins à dire que la famille Mexías avait ses ancêtres dans un village de ce nom dans les environs de Saint-Jacques-de-Compostelle. Avec l'avancée de la Reconquête, les Mexías passèrent en Castille, étant présents à la bataille de Navas de Tolosa, à l'époque du roi Alphonse VIII, et plus tard dans les conquêtes de Cordoue et de Séville sous Fernando III le Saint. Il ne fait aucun doute que les hommes de cette famille ont dû être très prolifiques et qu'ils ont répandu le nom à Tolède, à Cordoue, dans l'actuelle Estrémadure - où nous savons que ce nom est abondant -, à Jaén et à Séville, terres où nombre d'entre eux étaient déjà installés à la fin du XIIIe siècle, à l'époque du règne de Sancho IV de Castille. (original en espagnol) »

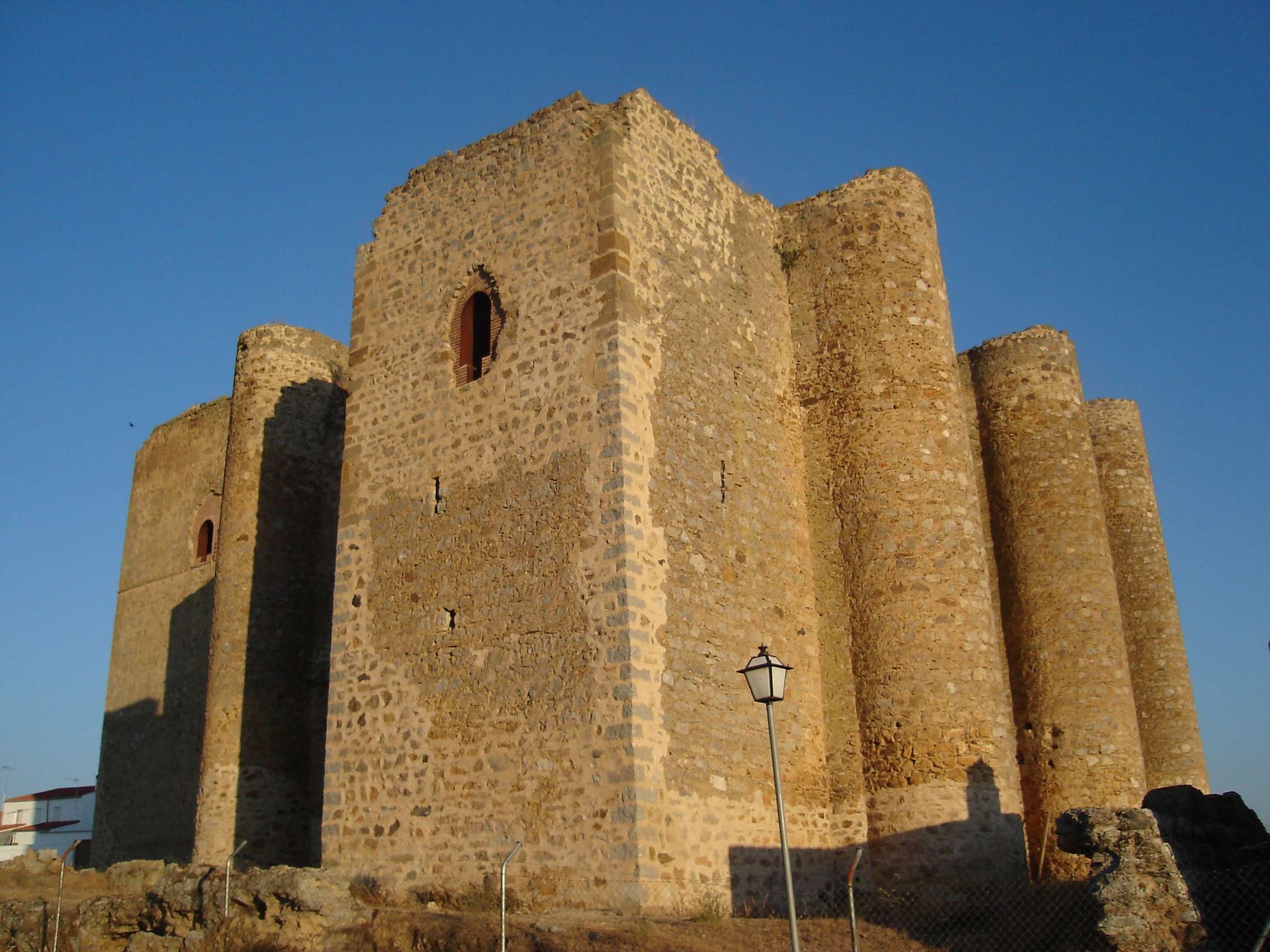
Château de Villagarcía de la Torre (province de Badajoz).

En outre, le maître García Fernández a servi le roi Juan Ier de Castille dans les guerres portugaises, et le chroniqueur Rades y Andrada l'a qualifié de "vaillant chevalier" et a déclaré qu'il a servi le roi Juan Ier dans toutes les missions que ce dernier lui a confiées. Le 17 septembre 1387, le maître García Fernández et son épouse, María Ramírez de Guzmán, créèrent un héritage en faveur de leur fils García Hernández de Villagarcía, comprenant la ville de Villagarcía et sa maison forte, ainsi que tous ses biens :

« Termes, vassaux, prairies, vignes, vergers, domaines, montagnes, sources, eaux, droits, rentes et juridiction. original en espagnol) »

Le domaine susmentionné comprenait également diverses terres et dehesas dans les terres d'Usagre et de Llerena et dans d'autres localités voisines. Il convient également de noter que Maître García Fernández a fait un testament dans son village d'Estrémadure, Villagarcía, le 29 septembre 1387, indiquant, entre autres, qu'il avait eu plusieurs enfants et prévoyant la fondation de plusieurs chapellenies dans le village de Llerena, qui appartenait à l'Ordre de Santiago et où il serait enterré.
Il meurt en 1387, après avoir exercé la charge de maître de l'ordre de Santiago pendant deux ans seulement.

## Sépulture

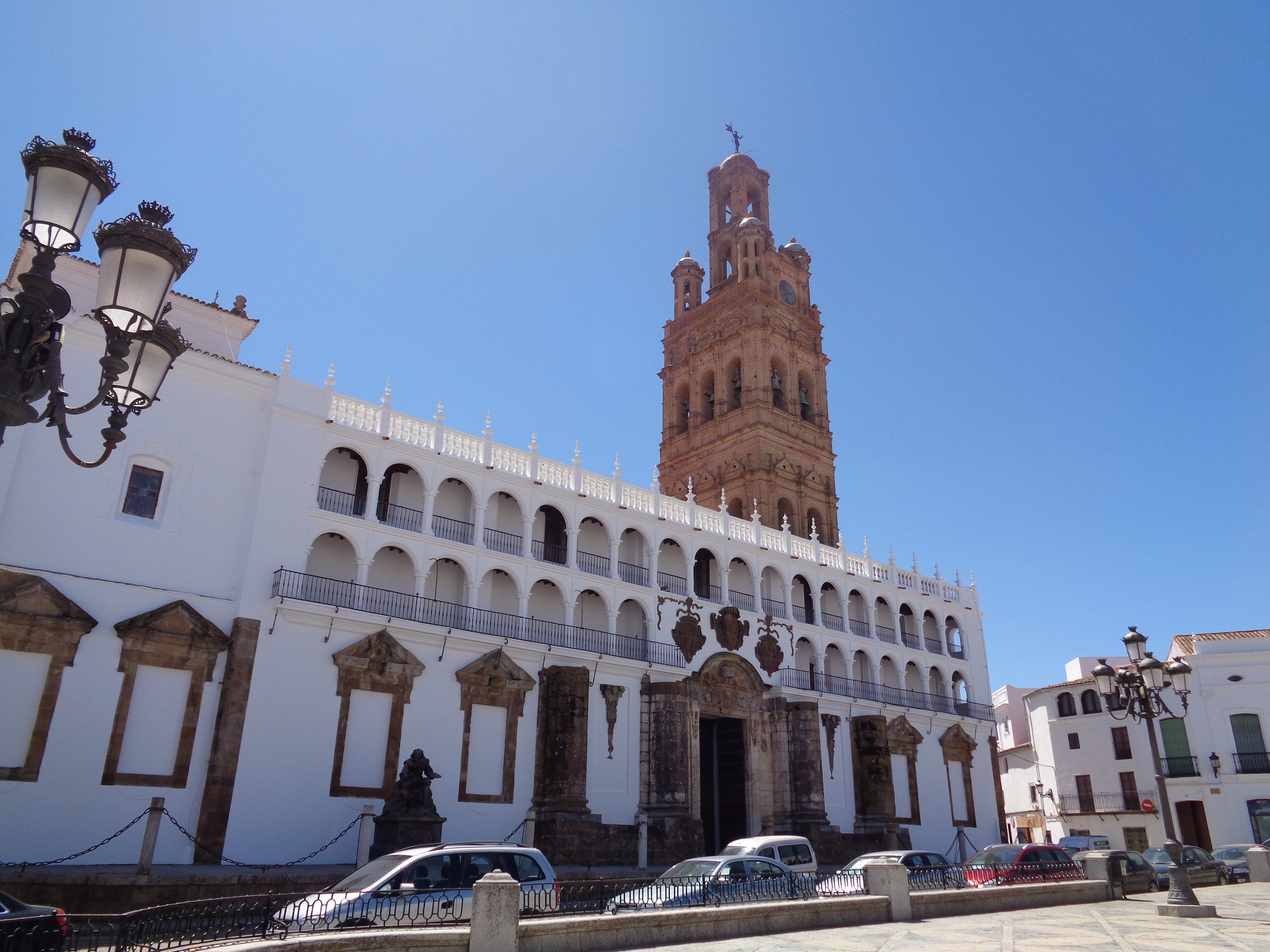
Église de Santa María de la Granada (LLerena).

Il fut enterré dans l'église de Santa María de la Granada à Llerena, qui, selon certains témoignages, aurait été fondée par lui, bien que d'autres auteurs aient nié cette possibilité. Il est prouvé que son tombeau, constitué d'un "lucillo" d'albâtre sur lequel était placée une statue couchée représentant le défunt, se trouvait dans la chapelle principale de l'église.
L'église de Santa María de la Granada, où le maître García Fernández a fondé plusieurs chapellenies avant sa mort, a également été initialement choisie comme lieu de sépulture par son cousin et successeur en tant que maître de l'ordre de Santiago, Lorenzo I Suárez de Figueroaa, bien que ce dernier ait finalement été enterré dans le monastère de Santiago de la Espada à Séville, aujourd'hui disparu, qu'il avait lui-même fondé.
Cependant, la tombe de Maître García Fernández de Villagarcía n'a pas survécu jusqu'à aujourd'hui, car elle a disparu à cause des modifications que l'église de Santa María de la Granada a subies au cours du XVIIIe siècle.

## Mariage et descendance
Il épouse María Ramírez de Guzmán, fille de Pedro Suárez de Toledo, seigneur de Bolaños. De leur mariage est né un fils :
García Hernández de Villagarcía (mort après 1410). Il devint le second seigneur de Villagarcía à la mort de son père, et en 1396 il devint commandeur-major de León dans l'Ordre de Santiago et en 1401 commandeur-major de Castille, étant également le gendre de Maître Lorenzo I Suárez de Figueroa par son mariage avec Beatriz Suárez Figueroa, qui était la fille d'Isabel Mejía et du maître susmentionné. À la mort de ce dernier, García Hernández de Villagarcía, qui était déjà commandeur majeur de Castille dans l'ordre de Santiago, aspira à devenir le nouveau maître de l'ordre en même temps qu'Enrique de Trastámara, qui était le fils de l'infant Fernando el de Antequera. Finalement, la candidature de l'infant Enrique l'emporta et García Hernández reçut une indemnité d'un demi-million de maravédis pour sa démission.